# Masteskursvej
Masteskursvej er en sti på Frederiksholm i København, som løber vinkelret på Danneskiold-Samsøes Allé. Den går langs kanalen mellem Proviantbroen og Frederiksholmbroen.

## Historie
Navnet stammer fra de masteskure, der blev opført her i 1754 til opbevaring af skibsmaster. Oprindeligt fandtes der også masteskure nord for de lange magasinbygninger på Takkelloftvej.
I 2000’erne blev masteskurerne renoveret og ombygget til kontorer. Arkitekterne Frank Maali og Gemma Lalanda stod for transformationen af bygningerne.